# Eriocaulon carpentariae
Eriocaulon carpentariae är en gräsväxtart som beskrevs av Gregory John Leach. Eriocaulon carpentariae ingår i släktet Eriocaulon och familjen Eriocaulaceae. Inga underarter finns listade i Catalogue of Life.